# Achrosis rigorata
Sabaria rigorata là một loài bướm đêm trong họ Geometridae.